# 上海广播电视台

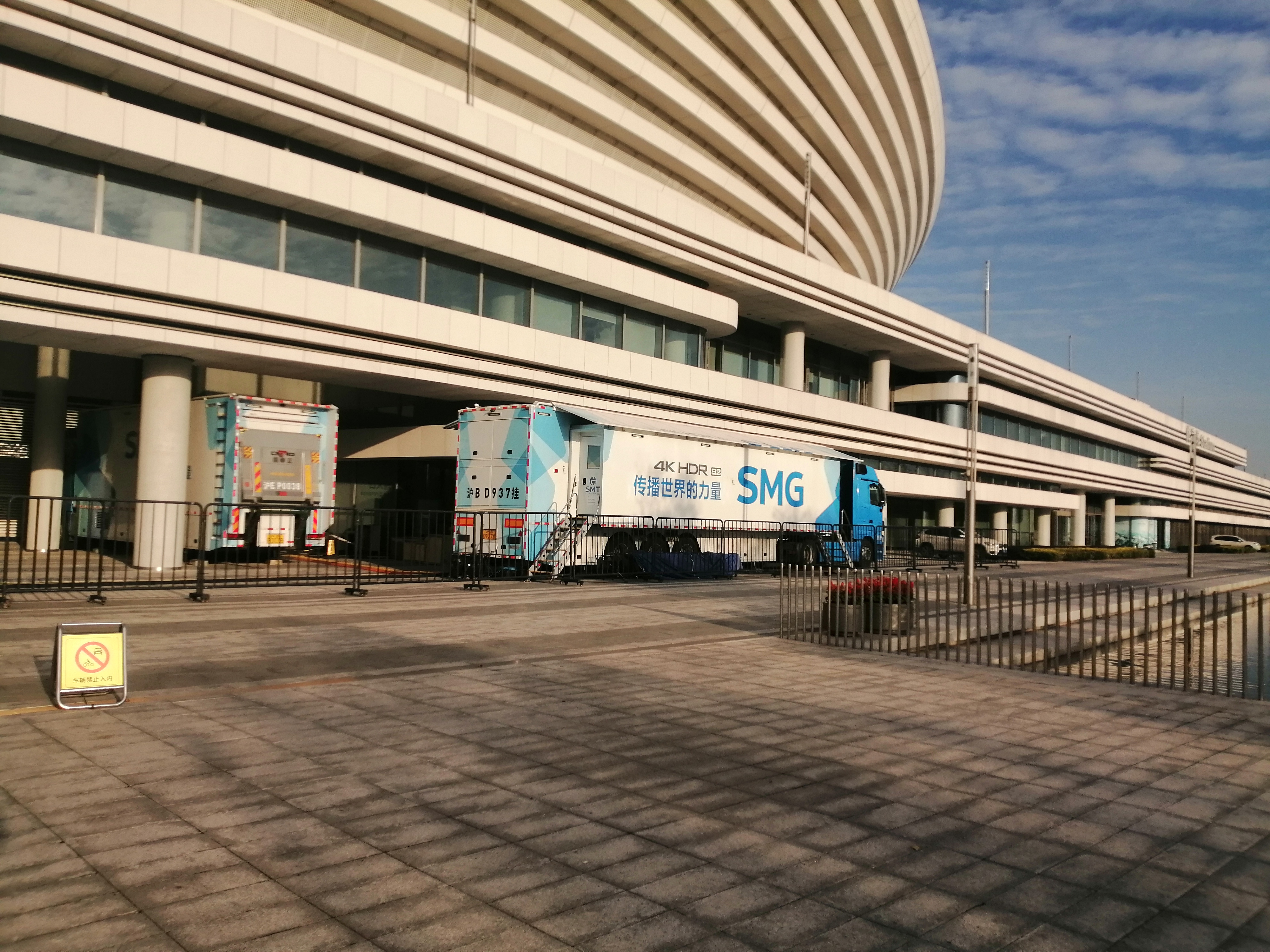
上海广播电视台4K高清转播车，摄于苏州奥林匹克体育中心附近

上海广播电视台，与上海文化广播影视集团有限公司（英語：Shanghai Media Group，简称SMG）一个机构两块牌子。上海文广集团由原上海文化广播影视集团和上海广播电视台、上海东方传媒集团有限公司于2014年3月31日整合而成，是一家集合广播、电视、报刊、网络等于一体的多媒体集团，也是中国目前产业门类最多、产业规模最大的省级广电媒体及综合文化产业集团。旗下的广播电视媒体包括13套免费电视频道、14套全国覆盖付费电视频道、1套本地覆盖付费电视频道和13套广播频率。並且同时开办宽带网络电视與手机电视以及IPTV等业务。

## 概况
上海广播电视台主营广播电视媒体及相关传媒娱乐业务（包括演艺、体育、技术服务与研发、传媒娱乐投资等）。旗下的广播电视媒体电视频道和模拟广播频率，每天电视日播出量258小时，广播日播出量214小时，同时开办数字付费电视SiTV、BesTV百视通的IPTV业务；还主办和参股经营报纸、杂志和新闻网站以及音像出版等。
上海广播电视台还管理或控股上视女足、东方男女篮球、东方男女排球、男女沙滩排球等7支体育运动队。

## 历史与发展

### 前史

#### 1948年至1976年
上海广播电视台的历史最早可追溯至1948年成立的华东新华广播电台。1948年3月，中共中央华东局决定，建立华东新华广播电台，由华东局宣传部周新武和华东军区通讯局曹维廉负责筹备，台址设在山东临朐城西程家庄，电台附近是大众日报社的新闻收发报台。华东台对外称“大众日报社通讯研究馆”，1948年9月12日起开始试播，呼号XNEC。1949年2月21日起，该台迁至济南播音。后经华东局决定，华东大学数十名学员和其他干部，渡江后分别到上海、南京、杭州接管民国政府设立的广播电台。5月27日，上海市军事管制委员会派周新武为代表，率华坚等人接管了民国政府设立的上海广播电台。同日，上海人民广播电台宣告成立。1949年7月份起，设在济南的华东新华广播电台停止播音，原留在济南的工作组和部分机器迁往上海。9月1日，华东新华广播电台以“上海人民广播电台一台”以800千赫和5985千赫，对华东地区广播，并办有对台湾广播节目。1950年，华东新华广播电台改名为华东人民广播电台，与上海电台是两块牌子，一个班子。1954年底，中共中央各大区机构撤销，华东人民广播电台停止播音，原华东电台使用的频率自1955年1月1日起改用上海人民广播电台呼号继续播音。
1956年8月2日，上海人民广播电台台长苗力沉、副台长陈浩天向中共上海市委申请筹建上海电视台，得到上海市副市长曹荻秋的肯定，但因反右运动而搁置。1958年3月，中共上海市委正式批准筹建上海电视台，隶属于上海电台，台址设在南京东路新永安大楼。同年10月1日，上海电视台开播，通过5频道向上海进行放送，是继北京电视台后，中国最早建成的省（直辖市）级电视台。1959年，上海电视台将新永安5楼小剧场改建成两个演播厅。1960年4月6日，由上海电视台5频道与华东师范大学联合试办的上海电视大学开学，从此，上海电视台每天都有节目播出。
1960年初，上海开始进行彩色电视试验，上海电台确定由何允负责该项目，抽调了一部分技术人员去北京学习，并带回全套系统图纸。当年在闵行区召开的一次市科技会议上，确定成立市301工程（即彩色电视工程）。1961年，部分彩色电视中心设备已试制完成，安装在新永安大楼10楼。在1962年，由于国民经济计划实行调整，彩电工程遭到夭折。直至1970年代初期才得以恢复发展。1971年3月9日，上海电视台彩电中心（广电大厦前身）经上海市委批准建造，选址南京西路651号，征用原上海市体育运动委员会运动系篮球场、排球房等。为尽早实现试播彩色电视，上海电视台借用中国银行上海市分行（中山东一路23号）大楼14楼为临时演播室，13楼为中心机房，彩电发射机则安装在新永安大楼16楼发射机房。1973年8月1日，上海电视台彩色电视正式对外试播，每周三、六播出。1974年2月，上海电视台彩电中心演播楼、发射机房、微波机房和电视发射塔建成，其他配套设施一并建成。同年下半年，上海电视台陆续从新永安大楼迁到彩电中心新址，原址则继续供上海电视台社教组和上海电视大学使用。同年12月26日，上海电视台彩电中心投入使用，此后陆续完善了彩电设备。至1975年，上海电视台拥有2条频道，5频道播出自制节目，8频道转播中央电视台节目。上海电视台从而成为中国大陆省级电视台中，第一家全部频道配备彩色电视设备的电视台。
1966年文化大革命爆发后，上海广播电视事业被造反派夺权，大部分节目停播。

#### 1976年至2001年
1976年10月，随着江青反革命集团的粉碎，尤其是中共十一届三中全会的召开，上海广播电视事业进入了新的发展时期。1979年1月28日，上海电视台播出中国内地第一条电视商业广告“参桂养荣酒”；3月5日，上海电台在中国内地广播电台中率先恢复广告业务；3月15日，上海电视台又播出中国内地第一条电视外商广告“瑞士雷达表”。这些举动在境内外引发关注，境外媒体报道称“上海广播电视播放广告是中国‘开放的信号’”。
1981年4月22日，上海电视台20频道开播，主要播出教育类节目。之后于1986年7月1日，上海电视台正式启用26频道，替代20频道播出教育类节目。1988年，上海恢复对台广播节目，以浦江之声的呼号，用3个短波频率向台湾地区广播，同时开设每天播音6小时的英语调频广播。1989年10月1日，上海电视台14频道开播，转播中央电视台第二套节目，后改为上海电视台第二套自办节目频道。
1980年代起，上海广播电视逐步开展新闻改革，恢复自办新闻节目、自采新闻信息，对重大事件尽量开展实况转播、同步报道，增设一批新闻专栏节目。1984年春节起，上海电视台建立新闻播出中心，在中国大陆率先实行电视新闻“采、编、播一条龙”运作。之后于1986年，上海电台、上海电视台相继开办英语新闻节目。在这一时期，上海广播电视推出了一系列的文艺节目，其中《星期广播音乐会》《星期戏曲广播会》为中国大陆首创的内外联动广播节目；此外还推出了一系列电视文艺节目，以及一系列电视竞赛节目。1984年，上海音像资料馆成立；后于1987年5月成立上海电视剧制作中心，承担电视剧拍摄制作及译制剧译制工作。1986年12月，上海电视台创办上海国际友好城市电视节；1988年5月，上海电台创办首届上海国际音乐节目展播。
进入1990年代，上海广播电视事业持续推进机构体制改革。1992年10月28日，上海东方广播电台开播，使用792千赫和101.7兆赫两个频率；1993年1月18日，上海东方电视台开播，使用无线电视20频道对外放送，上海成为当时中国大陆第一个同时拥有两家独立编制无线电视台的行政区。东方电台、东方电视台以宣传浦东开发开放为政治任务，其主要人员通过公开招聘、竞聘上岗。1992年12月26日，上海有线电视台开播，上海广播电视系统至此已拥有5个市级广播电台、电视台，出现了既竞争又合作、既互补又促进的格局。在新的竞争态势下，上海电台、上海电视台对体制和节目框架都进行较大调整。与此同时，在1993年8月，上海电视台撤销电视剧制作中心，后于1994年组建2个电视剧制作公司、3个电视剧制作社和1个文学编辑部。1993年12月12日，上海有线电视台体育频道开播，成为中国大陆第一个专业体育电视频道；并与ESPN合作，转播海外赛事、播出ESPN制作的体育节目。广电事业的改革也推进了早期的媒体融合，1994年10月，东方电台与上海有线电视台联合创办有线音乐频道；后于1995年5月，上海电台与上海有线电视台联合创办有线戏剧频道。
在产业经营发展方面，1991年，上海市广电局自筹资金建设东方明珠广播电视塔，并通过银团贷款筹措1000多万美元和1.5亿元人民币。由于缺乏资金，在1992年4月24日，上海市广电局以东方明珠广播电视塔为实体，成立中国大陆第一家股份制文化企业上海东方明珠股份有限公司。东方明珠1994年上市后8年总共募集到17亿元，解决了建造东方明珠广播电视塔的资金缺口难题。1995年5月，东方明珠广播电视塔建成并投入使用，至1997年，东方明珠公司还清贷款。此后上海广播电视重要基础设施也相继投入建成使用，并出资建设一系列文旅项目，以及出资管理一系列体育俱乐部。
1995年8月，上海市广播电视局与上海市电影局整合为上海市广播电影电视局，实施“影视合流”。其中，上海美术电影制片厂与上海电视台的动画片制作部门合并成立上海动画影视集团公司；原上海科教电影制片厂与上海东方电视台合并；原永乐发行公司与上海电视台电视剧制作中心重组成立永乐影视集团。
1998年10月1日，上海卫星电视中心成立，上海卫视（东方卫视前身）开播。1999年，上海有线电视台实行“台网分离”，原网络部改组为上海市有线网络有限公司（现东方有线）。

### 集团化时期（2001年至2009年）

上海文广集团（小文广）、上海东方传媒集团时期的标志（2001年至2014年）

2001年4月19日，根据“政企分开”和“管办分离”的要求，原上海市文广局下属的大部分事业单位合并组建上海文化广播影视集团（俗称“大文广”）。同年7月1日，上海有线电视台建制撤销，有关人员并入上海电视台，原上海有线电视台属下频道并入上海电视台和上海东方电视台。同年8月3日，上海文广新闻传媒集团（SMG，俗称“小文广”）成立，管理体制由以台为主全面转向集团管理体制，频道、频率的内容制作和播出逐步专业化。集团成立初期，各电视台、广播电台保留建制及呼号。2001年10月8日，原上海电视台体育部、原东方电视台体育部及原上海有线电视台体育频道整合为上海电视台体育频道节目部，新的体育频道开播。
2002年1月1日，SMG旗下11个电视频道在实行专业化改革后启用新呼号播出。调整后的频道明确了节目内容定位和观众定位，其推出的专业电视频道节目在上海的整体收视份额占据绝对优势。同年7月15日，SMG旗下10个广播频率在完成专业化改革后启用新呼号播出。
2003年6月，上海市委、市政府批复同意，撤销上海人民广播电台、上海东方广播电台、上海电视台、上海东方电视台建制，保留播出呼号。同年7月7日，SMG整合财经资源，广播财经频率与电视财经频道的呼号统一改为第一财经；10月23日，上海卫视更名为上海东方卫视。2004年先后开播了东方少儿频道、上海体育广播（与体育频道共同管理）以及炫动卡通频道（但为SMG影视剧中心管辖）。另外，上海市文广局技术中心被划入SMG。
2005年，上海文广新闻传媒集团定为相当于正局级单位。同年12月，SMG整合原东方卫视、新闻综合频道和新闻娱乐频道（现都市频道）的新闻资源，成立SMG电视新闻中心。同年，SMG整合原东方卫视、新闻娱乐频道、文艺频道的综艺与娱乐节目资源、广播戏文频率和东方之星公司整合至SMG综艺部统一接管，综艺部对外品牌名为“新娱乐”；音乐频道和广播3个音乐频率组建为音乐部；文艺频道的8个晚会组组建为大型活动部。东方少儿频道划入炫动卡通卫视频道旗下（表面上是影视剧中心代管，实际上为频道独立运作）。此外，新闻频率、新闻资讯频率、交通频率、都市生活频率整合为广播新闻中心。
2006年3月，上海电视台体育频道以“五星体育”红色标识统一对外，并逐步形成电视、广播、杂志、俱乐部等产业群，探索公司化品牌化发展、跨媒体跨地域经营的道路。
2008年，SMG撤销音乐部，原音乐部的3个音乐频率以及综艺部的文艺频率、戏剧频率（后调整为“故事广播”“戏剧曲艺广播”），重新组建成广播文艺中心。同时撤销文艺频道、音乐频道，创办艺术人文频道和上海外语频道；新闻娱乐频道改组为娱乐频道，不再播出新闻节目，部分节目移入新闻综合频道播出，原有人员转至新闻综合频道继续工作。

### 台集团并行运行时期（2009年至今）

上海东方传媒集团時期電視臺標誌

2009年10月21日，国家广播电影电视总局同意SMG制播分离改革方案，上海文广新闻传媒集团更名为上海广播电视台，并出资成立上海东方传媒集团有限公司。这次改革的目的是为了促进中国大陆广播和电视节目的“制播分离”。与此同时，SMG广播频率启动新一轮改革，交通频率、戏剧曲艺广播、故事广播、都市生活频率、流行音乐频率、经典音乐频率并入新组建的东方广播公司；广播新闻中心仅负责新闻频率和新闻资讯频率的节目制播。同年12月，影视剧中心动漫部、哈哈少儿频道、东方广播公司、炫动卡通卫视和幻维数码并入上海炫动传播股份有限公司（原上海炫动卡通传媒娱乐有限公司）。负责两个频道及7个广播频率的运营和少儿节目及动漫制作。
2010年4月1日，广电总局批复同意上海广播电视台各频道、频率呼号的调整，旗下各电视频道统一呼号为“上海广播电视台XX频道”，各广播频率统一呼号为“上海人民广播电台XX广播”，原有呼号停止使用；除娱乐频道继续使用东视台标外，其余地面频道统一使用上视白玉兰台标。其中上海东方卫视、上海东方卫视频道（国际版）更改呼号为东方卫视，生活时尚频道更名为星尚频道，体育频道更名为五星体育频道。另外，戏剧频道调整为东方购物频道，成为中国大陆首家24小时电视购物频道；原戏剧频道节目并入七彩戏剧频道播出。当年，SMG初步兴成以百视通、第一财经、东方娱乐、东方购物、炫动传播为主的五大产业经营板块。
2014年3月，原东方卫视、新娱乐、星尚、艺术人文、大型活动部等五机构合并为“东方卫视中心”，原东方之星等演艺类合并为“演艺中心”。同年，上海有线电视实业有限公司合并重组，更名为上海东方传媒技术有限公司並成為SMG的全资子公司。上海东方传媒技术有限公司旗下有天鹰转播团队。3月31日，原上海文化广播影视集团、上海广播电视台、上海东方传媒集团有限公司整合成立新的上海文化广播影视集团有限公司。中共中央政治局委员、中共上海市委书记韩正为上海广播电视台、上海文化广播影视集团有限公司揭牌。此次改革在保持上海广播电视台事业单位体制不变的基础上，对上海文化广播影视集团、上海广播电视台、上海东方传媒集团有限公司的经营性资产进行全面整合。
2016年6月7日，原SMG电视新闻中心、看看新闻网、上海外语频道合并为“融媒体中心”。
2019年起，配合广电总局“精简精办频道”改革要求，SMG启动新一轮频道改革。2019年1月1日起，星尚频道、娱乐频道、炫动卡通卫视、哈哈少儿频道分别合并为全新的都市频道和哈哈炫动卫视；2020年1月1日起，电视剧频道、东方电影频道合并为新的“东方影视频道”；艺术人文频道、纪实频道合并为新的“纪实人文频道”。
2019年4月1日，SMG旗下上海新闻广播、东广新闻台推出新版面，其中东广新闻台启用“东广新闻台·长三角之声”新呼号。另外上海新闻广播编辑部、东广新闻台编辑部、“话匣子”客户端编辑部三机构合并为新的东方广播中心“融媒体部”。4月15日，原纪实频道（真实传媒）、融媒体中心纪录片制作部门、东方卫视中心纪录片制作部门、第一财经纪录片制作部门和版权资产中心纪录片管理部门合并为新组建的“SMG纪录片中心”。5月起，SITV劲爆体育、幸福彩、魅力音乐，因涉及新媒体版权因素问题（其中包括英超、西甲、中超赛事等），全国各地IPTV、魔百和陆续停播，仅限有线电视播出，2020年3月21日魅力音乐更名为魅力足球，部分原自办节目移到生活时尚频道继续播出。
2020年7月15日，SITV欢笑剧场频道升级为4K频道，成为上海首个、华东地区第二个4K超高清频道。10月28日，原东方都市广播改版为长三角之声，成为中国大陆第一家由地方电台开设的区域性广播。同时，原东广新闻台·长三角之声停播。11月，SMG推出虛擬主播“申䒕雅”。
2022年8月30日，七彩戏剧频道升级为高清播出并关闭标清信号（同时停止在上海市外播出），至此SMG旗下各电视频道全面实现高清化播出。
2024年2月25日，上海广播电视台挂牌成立“生成式人工智能媒体融合创新工作室”。
2024年9月25日，上海广播电视台发布《改革行动方案》，公布新一轮的媒体改革计划。原东方卫视中心、纪录片中心、融媒体中心撤并，组建新的融媒体中心。在新一轮改革中，计划关停四个电视频道和四套广播频率，同时将优质内容和品牌栏目陆续集中于东方卫视。

## 历任领导

### 上海文广新闻传媒集团时期
| 总裁 - 朱咏雷（2001年8月－2002年10月） - 黎瑞刚（2002年10月－2009年10月） | 党委书记 - 朱咏雷（2001年8月－2002年10月） - 宗明（女）（2002年10月－2006年10月） - 卑根源（2006年10月－2009年10月） |

### 台集团并行运行时期
| 总裁→董事长 - 黎瑞刚（2010年9月－2017年7月） - 王建军（女）（2017年7月－2022年1月） - 沈军（女）（2022年1月－2024年1月） | 台长 - 黎瑞刚（2009年11月－2011年7月） - 裘新（2011年9月－2013年10月） - 黎瑞刚（2014年3月－2015年1月） - 王建军（女）（2015年1月－2017年7月） - 高韵斐（2017年7月－2020年5月） - 宋炯明（2020年5月－2024年6月） - 方世忠（2024年6月－） | 党委书记 - 卑根源（2009年10月－2010年8月） - 王建军（女）（2010年8月－2022年1月） - 沈军（女）（2022年1月－2024年1月） - 方世忠（2024年1月－） |

## 机构设置

### 职能部门
- 办公室
- 总编室
- 人力资源部
- 计划财务部
- 技术管理部
- 战略投资部
- 资产管理部
- 对外事务部
- 法律事务部
- 监察室
- 审计室[5]

### 节目制作与业务部门
- 融媒体中心[註 16]
- 纪录片创制中心[註 17]
- 东方广播中心[註 18]
- 技术运营中心
- 媒资管理中心
- 版权资产中心[註 19]

### 直属事业单位
- 每周广播电视报社
- 上海市马戏学校
- 上海话剧艺术中心
- 上海歌舞团（上海东方青春舞蹈团）
- 上海杂技团
- 上海爱乐乐团
- 上海滑稽剧团
- 上海木偶剧团
- 上海轻音乐团

### 直属企业单位
- 上海第一财经传媒有限公司
- 上海东方娱乐传媒集团有限公司
- 五星体育传媒有限公司
- 上海小荧星集团有限公司
- 东方明珠新媒体股份有限公司
- 上海文广互动电视有限公司
- 上海都市乐聆文化传播有限公司

## 旗下资产
上海广播电视台共有13套免费电视频道、14套全国覆盖付费电视频道、1套本地覆盖付费电视频道和13套广播频率，以及多张杂志报纸及网站。

### 电视服务
上海广播电视台的广播服务源于1958年10月1日开播的上海电视台:89-90和1993年1月18日开播的上海东方电视台。
上海文广新闻传媒集团（上海广播电视台前身）成立时，上海电视台和上海东方电视台两台合并（同时上海有线电视台撤销），上海广播电视台的大多数模拟电视频道都是继承自这两家电视台（也有一些频道如炫动卡通卫视等为之后新设），而数字电视等均为集团成立后新设立的。自2002年起，文广集团对频道进行了专业化整合，出现了如东方卫视、五星体育、第一财经等一系列的电视专业频道。原有两家电视台编制逐渐被架空，各频道开始独立运作。
目前上海广播电视台所经营的电视频道除通过有线电视网络、地面数字电视覆盖上海市全境及周边地区外（例如新闻综合频道、都市频道可通过江苏昆山、浙江嘉兴等地的有线网络收看），旗下的东方卫视、纪实人文频道（高清版）、东方购物频道、哈哈炫动频道和付费电视频道也在中国各城市的有线网络落地。全部免费电视频道和部分付费电视频道也可通过网络收看（包括网络OTT和IPTV机顶盒）。
上海广播电视台的电视节目制作按频道分拆给各部门经营（独立运作），各频道又分为多个节目组，而各频道的办公地点均不在同一个地点。各频道的办公地点如下：
- 东方卫视（播控中心、新闻部分）、新闻综合频道、纪实人文频道、外语频道、东方财经·浦东频道的办公地点位于威海路298号（上视大厦，即上海广播电视台总部）；
- 东方卫视（音乐和娱乐部分）、都市频道、哈哈炫动卫视的办公地点位于浦东新区东方路2000号（原上海东方电视台总部），其中哈哈炫动卫视的办公区域为“哈楼”，其余频道的办公区域为东视大楼；
- 东方影视频道（电视剧部分）、第一财经频道、五星体育频道的办公地点位于黄浦区南京西路651号（广电大楼）；
- 东方购物频道（包括上海两套本地版本和全国上星版，不包括武汉版、成都版、黑龙江版）的办公地点位于杨浦区国定路400号（上海东方电视购物有限公司总部）；
- 东方影视频道（电影部分）的办公地点位于徐汇区漕溪北路595号上影广场B座12楼（上影集团）；
- SITV付费数字电视频道的办公地点位于洛川东路487号（上海文广互动电视有限公司台址）；
- 教育频道（上海教视）的办公地点位于虹口区大连路1541号楼16层（上海教育电视台独立台址）。
- 东方明珠移动电视的办公地点位于浦东新区世纪大道1号3号门。

#### 免费频道
| 頻道名稱                    | 语言                                                                                       | 广播格式                    | 啟播時間 | 頻道口號                                   | 节目制作/编播机构                                                               | 频道前身 | 備註 | 備註 |
| 东方卫视                    | 普通话、英语（仅《ShanghaiEye》）                                                          | SD: PAL 576i 16:9 HD: 1080i | 标清版：1998年10月1日 高标清数模同播：2009年9月28日 高标清16:9同播：2016年5月26日（国内版）                                                 | 梦想的力量 天下大事 看东方卫视（新闻节目） | SMG融媒体中心（新闻节目） 东方卫视中心/东方娱乐传媒（电视剧、综艺节目、纪录片） | 上海衛視 | 拥有国内版和海外版 |      |
| 新闻综合频道                | 普通话、上海话（仅《新闻坊》周日“闲话上海”子板块及部分本地广告）、日语（仅《中日新视界》） | SD: PAL 576i 16:9 HD: 1080i | 标清版：1958年10月1日 高标清数模同播：2014年3月18日 高标清16:9同播：2015年2月3日                                                            | 这里是上海                                 | SMG融媒体中心（除电视剧外的所有节目） SMG影视剧中心（电视剧）                   | 上视一套 | 开播初期在第5频道，上视第8频道 |      |
| 第一财经频道                | 普通话                                                                                     | SD: PAL 576i 16:9 HD: 1080i | 标清版：1992年12月26日 高标清数模同播：2015年 高标清16:9同播：2018年1月13日                                                                 | 答案，第一财经 专业创造价值                | 第一财经传媒有限公司                                                            | 上海有线二台 上海电视台财经频道                                                                                   | |      |
| 都市频道                    | 普通话、上海话                                                                             | SD: PAL 576i 16:9 HD: 1080i | 开播：1989年10月1日（前星尚频道） 1993年1月18日（前娱乐频道） 合并：2019年1月1日                                                            | 都市生活，欢乐万家 有欢笑，有温度，有品味  | 都市乐聆文化传播                                                                | 前娱乐频道：上视二台→东视一套→上海东方电视台新闻娱乐频道 前星尚频道：上视第14频道→上视二套→上海电视台生活时尚频道 | 东视第20频道 多数节目则由该台旗下的上海新娱乐传媒有限公司负责制作 STV-2曾在中午12:30-14:00、晚上22:30-24:00时段设为英语节目时段，呼号上视英语频道（STV-IBS） |      |
| 东方影视频道                | 普通话                                                                                     | SD: PAL 576i 16:9 HD: 1080i | 标清版：1992年12月26日 高标清16:9同播：2016年7月26日（前电视剧频道） 标清版：2003年12月28日 高标清16:9同播：2017年4月18日（前东方电影频道） | 剧集你我 光影生活                          | SMG影视剧中心、上影集团、都市乐聆文化传播                                       | 上海有线一台、上海有线影视频道、上视电视剧频道（前电视剧频道） 东方电影频道                                       | 部分频道资源隶属上影集团 |      |
| 五星体育频道                | 普通话                                                                                     | SD: PAL 576i 16:9 HD: 1080i | 标清版：1992年12月26日 高标清16:9同播：2014年6月                                                                                            | 体育无处不在，运动无限精彩！ 年轻力 新潮范 | 五星体育传媒有限公司                                                            | 上海有线三台 上海电视台体育频道                                                                                   | |      |
| 东方购物频道                | 普通话                                                                                     | SD: PAL 576i 16:9 HD: 1080i | 上海本地版本（一套）： 1992年12月26日（原有线五台） 2004年（东方购物节目开播） 2010年（升级为东方购物频道）                                 | 时尚潮流 轻松到家                          | 上海东方电视购物有限公司                                                        | 上海本地版本（一套）：上海有线五台 上海东方电视台戏剧频道                                                         | 现播出上海版（两套节目）和全国上星版，另与当地机构合作播出广东版、武汉版、成都版、黑龙江版的，后均已停播                                                     |      |
| 哈哈炫动卫视                | 普通话                                                                                     | SD: PAL 576i 16:9 HD: 1080i | 开播：2004年7月18日（前哈哈少儿） 2004年12月26日（前炫动卡通） 合并：2019年1月1日                                                           | 带孩子触摸世界，让世界见证成长             | 小荧星集团（前炫动传播）                                                        | 上海东方电视台东方少儿频道&炫动卡通卫视                                                                           | |      |
| 东方明珠移动电视            | 普通话                                                                                     | SD: PAL 576i 16:9 HD: 1080i | 开播：2003年1月1日 | 链上这座城                                 | 东方明珠移动电视有限公司                                                        | | 在公交、地铁及各类楼宇、标志性文化场所和旅游集散地等公共场所播出                                                                                             |      |
| 教育频道 （上海教育电视台） | 普通话                                                                                     | SD: PAL 576i 16:9 HD: 1080i | 1994年2月27日 | 寓教于乐，娱教相长（绿叶频道）             | 教育台台址所在地                                                                | | 完全不归上海广播电视台负责，归上海市教委主体负责，但播控在SMG                                                                                                |      |

#### 数字付费频道
付费电视业务由集团旗下东方明珠下属二级子公司上海文广互动电视有限公司经营，该公司成立于2001年12月31日，是国内首个省级付费电视平台，从事数字电视和视频点播业务。该平台经营12套全国覆盖付费电视频道、1套本地覆盖付费电视频道。同时，上海文广互动电视有限公司也是全国性数字电视集成平台。文广集成平台代理12套本地付费电视频道、2套外地付费电视频道、24套免费高清频道、1套购物频道。
| 頻道名稱            | 语言                                 | 广播制式  | 啟播時間                                                          | 頻道口號                 | 台标                                                                  | 频道前身                              | 備註 |
| 金色学堂頻道        | 普通話、上海话（部分节目的必要语辞） | HD: 1080i |                                                                   |                          |                                                                       | 金色频道                              | 原名金色頻道，2021年3月1日在上海地区改为免费播出，并于当日起改播与老年人有关的电视课程，以“金色学堂”的总名称播出。节目由上海广播电视台、上海市教育委员会联合制作。後金色频道更名为金色学堂频道，於2021年6月18日正式開播。 |
| 东方财经频道        | 普通話                               | HD: 1080i | 高清版本开播：2022年8月23日 标清版本停播：2022年8月30日           |                          | 全国版卫星信号台标为东方财经，上海本地版、百视通IPTV为东方财经·浦东。 |                                       | |
| 法治天地频道        | 普通話                               | HD: 1080i | 标清版：2004年12月1日                                             |                          |                                                                       |                                       | |
| 新视觉 （新英体育） | 普通話                               | HD: 1080i |                                                                   |                          |                                                                       |                                       | 与新英体育合作，除少量电视剧外，全天播出足球赛事。因版权因素，一般仅限全国有线电视播出，但部分省市IPTV也有上线 |
| 劲爆体育频道        | 普通話                               | HD: 1080i |                                                                   |                          |                                                                       | （高清版）新视觉体育频道              | 因应PP体育与体奥动力需求，从2019年5月起，该频道仅限全国有线电视播出 |
| 魅力足球频道        | 普通話                               | HD: 1080i | 魅力音乐标清版：2004年12月1日 魅力音乐切换魅力足球：2020年3月21日 |                          |                                                                       | （高清版）新视觉娱乐频道 魅力音乐频道 | 与体奥动力及苏宁体育合作，播出足球赛事。因版权因素，从2019年5月起，该频道仅限全国有线电视播出 2020年3月20日及之前为魅力音乐频道                                                                                           |
| 樂遊頻道            | 普通話                               | HD: 1080i |                                                                   |                          |                                                                       | （高清版）新视觉纪实频道 全纪实频道   | |
| 动漫秀场频道        | 普通話                               | HD: 1080i |                                                                   |                          |                                                                       | （高清版）新视觉少儿频道              | 现时以播出中国大陆少儿动画片为主（尤其是曾在哈哈炫动卫视播映过的动画片） |
| 都市剧场频道        | 普通話                               | HD: 1080i | 标清版：2004年12月1日                                             |                          |                                                                       | （高清版）新视觉电影频道              | |
| 欢笑剧场频道        | 普通話                               | UHD：4K   |                                                                   |                          |                                                                       | （高清版）新视觉剧场频道              | 2020年7月15日调整为4K超高清频道，为上海地区首个、华东地区第二个4K超高清频道，频道播出内容也由剧集扩大至影视剧、综艺、纪实、体育等。                                                                                       |
| 生活时尚频道        | 普通話                               | HD: 1080i | 标清版：2004年12月1日                                             |                          |                                                                       | （高清版）新视觉时尚频道              | 与原属于免费频道的上海电视台生活时尚频道（现星尚频道，后合并为都市频道）毫无关系。 |
| 游戏风云频道        | 普通话                               | HD: 1080i | 2004年12月                                                        | FOREVER YOUNG (永远年轻) |                                                                       | （高清版）新视觉游戏频道              | 现时以热门游戏的直播实况录像为主，有时会直播一部分电竞赛事 |

#### 停播频道
- 星尚频道：前身为上海电视台14频道、上视二套和上海电视台生活时尚频道，1989年10月1日开播，2019年1月1日与娱乐频道整合为都市频道而停播。
- 哈哈少儿频道：前身为上海东方电视台东方少儿频道，2004年7月18日开播，2019年1月1日与炫动卡通卫视整合为哈哈炫动卫视而停播[29]。
- 纪实人文频道：前身为纪实频道（原有线六台/上视有线生活）与艺术人文频道，2020年合并，2025年1月1日停播。
  - 艺术人文频道：前身为东视二套和东视文艺频道，2008年1月1日开播，2020年1月1日与纪实频道整合为纪实人文频道而停播[29]。
- 东方电影频道：2003年12月28日开播，该频道为全国电影频道联盟之一的成员，2020年1月1日与电视剧频道整合为东方影视频道而停播[29]，同时东方影视频道成为全国电影频道联盟成员。
- 外语频道（ICS）：前身为东视音乐频道，2009年置换，为该台的专业外语频道。2025年1月1日停播。
- 幸福彩频道：数字付费频道，标清版于2010年9月1日开播，高清版前身为新视觉旅游频道，该频道出曾与PP体育合作，播出少量中超赛事。因版权因素，从2019年5月起，该频道仅限全国有线电视播出，2022年11月1日停播
- 极速汽车频道：数字付费频道，2004年12月1日开播，是中国第一个播放汽车的专业频道。2022年11月1日停播。
- 七彩戏剧频道：数字付费频道，2004年12月1日开播，2025年1月1日停播。
- 经典剧场频道：开播和停播时间不详。
- 立体娱乐频道：开播和停播时间不详。
- 情感影院频道：开播和停播时间不详。
- 怀旧影院频道：开播和停播时间不详。
- 海外影院频道：开播和停播时间不详。
- 动作影院频道：开播和停播时间不详。
- 点播影院频道：开播和停播时间不详。
- 五星体育频道（SiTV版）：开播和停播时间不详。
- 劲爆足球频道：开播和停播时间不详。
- 首映剧场频道：开播和停播时间不详。
- 娱乐前线频道：开播和停播时间不详。
- 资讯气象频道：开播和停播时间不详。
- 学习考试频道：开播和停播时间不详。
- 英语教室频道：开播和停播时间不详。
- 节目预告频道：开播和停播时间不详。
- 白金剧场频道：开播和停播时间不详。

### 广播服务
上海广播电视台的广播服务源于1949年5月27日开播的上海人民广播电台和1992年10月28日开播的上海东方广播电台。
现有的广播频率均由东方广播中心（原上海东方广播电台（上海东方广播有限公司），2014年6月9日加挂“东方广播中心”牌子）运营，各频率的办公地点均在虹桥路1376号。现有8个广播频率。
| 頻道名稱                               | 启播时间 | 语言                                                                                       | 频道频率      | 頻道口號                                                               | 備註 |
| 上海新闻广播（上海人民广播电台主频率） | 1949年5月27日 | 普通话                                                                                     | AM990 FM93.4  | 传播向上的力量 欲知天下事，请听990（旧）                               | 原上海人民广播电台（主频）、上海人民广播电台新闻频率 电台曾在2019年4月1日前每逢星期日晚间18：00到19：00播出上海话一周新闻综述节目《阿拉听新闻》，但因东广新闻台改版为长三角之声，部分东广新闻台的节目包括每晚18:30转播上海电视台新闻综合频道的新闻报道节目（2020年4月20日起不再转播）转移到上海新闻广播播出而取消。                                       |
| 长三角之声                             | 开播：1992年10月28日（原东方都市广播、东广新闻资讯广播） 合并改版：2020年10月28日                                 | 普通话、吴语、江淮官话、中原官话                                                           | AM792 FM89.9  | 领航之声 声动中国                                                      | 原东方都市广播曾先后使用东方电台儿童台、东广少儿频率、东广老少频率、东广金色频率、东广都市生活频率（都市792）、东方都市广播呼号 原东广新闻资讯广播曾先后使用东方电台新闻综合频率、东广新闻资讯频率、东广新闻资讯广播呼号，对外称呼东广新闻台 2020年10月28日与东广新闻台合并为长三角之声，为全国第一家由地方电台开设的区域性广播，使用原东方都市广播的频率 |
| 第一财经广播                           | 开播：1987年5月11日（原上海人民广播电台经济频率） 1995年3月29日（原东方广播电台财经频率） 合并改版：2002年7月15日 | 普通话、上海话                                                                             | FM90.9        | 听见第一的价值 聆听总有收获（旧）                                      | 原上海人民广播电台经济频率和东方广播电台财经频率 2002年7月15日合并 2003年改为现名 2020年11月12日及之前使用FM97.7频率 |
| 流行音乐广播（动感101）                | 1992年10月28日 | 普通话、上海话（仅限主播使用）、英语（部分歌曲）                                           | FM101.7       | 大声听音乐 动感101                                                     | 原东方广播电台音乐频率 2004年1月1日启用“动感101”呼号 |
| 上海交通广播                           | 1991年9月30日 | 普通话、上海话                                                                             | AM648 FM105.7 | 1057一路相随 最懂你的心（旧） 智者乐行（旧） 欲知出门事，请听648（旧） | 原上海人民广播电台交通信息台、上海人民广播电台交通频率 同时使用“上海应急广播”呼号 |
| 戏剧曲艺广播                           | 1987年5月 | 上海话、普通话                                                                             | AM1197 FM97.2 | 传承百年 活力呈现                                                      | 原上海人民广播电台文艺频率、上海人民广播电台戏曲频率，曾使用FM101.7、FM94.7、FM92.4频率 戏剧曲艺广播也是沪上独有的以方言播音为主的广播频率，半数以上节目用沪语播音，向听众传送、教授正宗的上海闲话，播送沪剧、滑稽等上海特产的戏曲曲艺节目。 |
| 流行金曲广播（LOVE RADIO 103.7）       | 1985年9月1日 | 普通话、上海话（仅限主播使用）、粤语（部分歌曲及每周日《粤来粤爱》节目）、英语（部分歌曲） | FM103.7       | 听见你的最爱                                                           | 原上海人民广播电台音乐台（音乐之声）、上海人民广播电台流行金曲广播 2004年1月1日启用“魅力103”呼号，2005年8月改为现行呼号 现时每个星期日上午10:00至11:00播出介绍粤语歌曲节目《粤来粤爱》，该节目主持人播音语言为粤语为主，普通话为辅，为上海广电媒体中唯一粤语节目。                                                                                        |
| 经典音乐广播（经典947）                | 2004年1月1日 | 普通话                                                                                     | FM94.7        | 好音乐，在这里                                                         | 原上海人民广播电台音乐二台、东方电台综合音乐频率（经典音乐频率） 2004年之前使用FM105.7、FM103.7频率 |

#### 停播频率
- 浦江之声广播电台：全国八家对台广播电台之一，2025年1月1日停播。
- 五星体育广播：上海第一家专业体育广播频率，2025年1月1日停播。
- 上海故事广播：2024年停止播出所有自办节目，全天播音时段并机播出上海交通广播节目，2025年1月1日停播。
- 爱乐时尚广播（KFM981）：频率以播放欧美流行音乐为主。2025年1月1日停播。

### 新媒体
- 百视通/百视TV
- 看看新闻/ShanghaiEye
- 阿基米德FM/话匣子FM
- 第一财经网站、客户端/一财全球

### 报纸杂志

#### 现存
- 《每周广播电视报》
- 《第一财经日报》
- 《第一财经》
- 《上海广播电视研究》

#### 已停刊
- 《电视剧艺术》
- 《有线电视报》
- 《新闻午报》/《天天新报》
- 《星尚OK》/《星尚画报》
- 《陆家嘴》
- 《中国房地产金融》
- 《上海电视》

### 其他资产
以下资产均隶属于文广集团，非上海广播电视台，详见上海文化广播影视集团（2014年之前）。
- 东方明珠新媒体
- 五岸传播公司
- 秒鸽网专事集团
- 文艺院团：上海话剧艺术中心、上海歌舞团（上海东方青春舞蹈团）、上海杂技团、上海爱乐乐团、上海滑稽剧团、上海木偶剧团、上海轻音乐团
- 马戏（杂技）学校：上海市马戏学校
- 演艺场馆：美琪大戏院、兰心大戏院、艺海剧院、人民大舞台、上海马戏城、ET聚场、话艺空中舞台
- 演艺经纪：上海市演出有限公司、上海市演艺有限公司、上海马戏城、东方之星、时空之旅
- 票务中心：上海文化信息票务中心
- 舞美中心：上海舞美艺术中心（上海舞台技术研究所）
- 文化旅游资产：东方明珠广播电视塔、上海国际会议中心、梅赛德斯-奔驰文化中心、东方绿舟、东方绿舟度假村、东方绿舟宾馆、七重天宾馆、东方明珠国际旅行社
- 文化投资：美国硅谷复盛风险投资基金、华人文化产业投资基金（SMG旗下东方惠金参与投资，实际上由SMG前高管黎瑞刚个人持有，与SMG无直接关联）、上海文化产业基金、尚世影业

### 电影业务

#### 动漫电影
2008年起，SMG(上海文广新闻传媒集团)-AMIMATION与国内外动漫原创企业展开广泛合作，推出了《风云决》、《喜羊羊与灰太狼》系列的动漫电影。2009年起，使用新的SMG（上海东方传媒集团有限公司）作为品牌，继续推出《喜羊羊与灰太狼》系列电影。2011年起，由SMG集团旗下全资附属子公司上海炫动传播股份有限公司替代集团作为动漫电影的出品方。

## 节目
上海广播电视台制作的节目涵盖不同种类。在电视新闻节目方面，《新闻报道》、《东方新闻》为黄金时段新闻节目，另外，《看东方》、《上海早晨》、《午间30分》、《今晚》、《新闻夜线》等新闻节目也占据了主要新闻时段。
SMG亦制作了一系列综艺节目，如《卡西欧家庭演唱大赛》、《今夜星辰》、《智力大冲浪》、《加油好男儿》、《我型我秀》、《中国达人秀》、《中国梦之声》、《极限挑战》、《天籁之战》、《金星秀》、《我们的歌》、《百里挑一》、《新老娘舅》、《相约星期六》等。
在电视剧方面，SMG也制播了诸多剧集，如《孽债》、《老娘舅》、《媳妇的美好时代》、《杜拉拉升职记》、《浮沉》、《小爸爸》、《产科男医生》、《一仆二主》、《平凡的世界》、《大好时光》、《守卫者-浮出水面》、《大江大河》、《在一起》、《功勋》等。近年来，SMG制作的纪录片亦有一定影响力，如《生门》、《人间世》、《巡逻现场实录》、《大上海》等。
此外SMG下属的东方广播中心也制作了一些广播节目，代表节目有《市民与社会》、《相伴到黎明》、《东方风云榜》、《滑稽王小毛》等。

## 关于集团机构

### 关于上海电视台
上海电视台于1958年10月1日正式开播，開播時總部設於新永安大樓，1973年10月起全部播出彩色电视节目。在上海有线电视台各频道撤并至上视和东视之前，上海电视台拥有8频道和14频道共两个频道，其中8频道为主频道，以播放新闻、财经、社教节目为主，14频道则主要播放体育、文艺、影视剧和外语节目。
上海电视台是中国大陆最早建立的两家电视台之一（另一家是当时称作“北京电视台”的中国中央电视台），也是继央视后第二个播送彩色电视节目的电视台。中国大陆的第一档新闻深度报道节目、第一个介绍国际时事的杂志型专栏节目、第一条商业广告、第一个英语新闻节目、第一批电视节目制片人都是来自上海电视台。
2001年上海文广新闻传媒集团成立，上海电视台、上海东方电视台、上海人民广播电台、上海东方广播电台合并，上海电视台原先的各频道也逐渐独立运作，上海电视台“名存实亡”。目前，使用上海电视台台标的频道有新闻综合频道、星尚频道、五星体育频道、电视剧频道、艺术人文频道、上海外语频道（后两个频道在2010年前使用上海东方电视台的台标），不过目前仍然坚持使用“上海电视台”呼号的只剩下上视新闻综合频道，也就是说，现在的“上海电视台”呼号一般指该主频频道。在2009年上海文广新闻传媒集团更名为上海广播电视台后，新闻综合频道甚至经常被直接称为上海电视台。此外，曾经使用过上海电视台台标的频道还有上海电视台财经频道（现第一财经频道）、上海电视台卫星频道（现东方卫视）、上海电视台纪实频道。

### 关于上海东方电视台
上海东方电视台于1993年1月18日开播，開播時總部設於新永安大樓，1995年12月与上海科学教育电影制片厂“影视合流”。在上海有线电视台被撤并前，拥有20频道和33频道共两个频道。在并入上海文广传媒集团之前，东视在中国大陆的电视史上开创了很多的第一，它开创了中国大陆首档直播的新闻谈话类节目《东方直播室》（东方卫视的同名节目与其完全无关）、开创了综艺游戏的先河《快乐大转盘》、最早实现体育赛事异地直播、最早进行奥斯卡颁奖礼直播，在上海市民中有较高的声誉。
东视曾经拥有如下频道：新闻娱乐频道（前身是20频道）、艺术人文频道（前身是33频道、文艺频道）、音乐频道（后被撤，改作上海外语频道）、东方少儿频道、戏剧频道。原新闻娱乐频道现改为娱乐频道，是唯一继续使用东视台标的频道，又于2019年1月1日改为“上海都市频道”，依然唯一继续使用东视台标的频道，即至此上海东方电视台已“名存实亡”。其他前东视的频道当中，东方少儿频道改名为哈哈少儿频道，从东视独立，使用自己的频道台标；戏剧频道已改作东方购物频道（早在2004年4月1日开始戏剧频道就开始播出和韩国CJ集团合作的购物节目），从东视独立，使用本频道的台标，戏剧频道中非购物节目转至七彩戏剧频道继续播出；而艺术人文频道和上海外语频道于2010年5月11日将台标改为上海电视台的白玉兰台标。

### 关于上海人民广播电台
上海人民广播电台成立于1949年5月27日，1959年元旦对外试播，是上海人民广播电台首个设立的调频广播频率，至1983年5月，上海电台共办有9套节目。1990年，为配合中共中央、国务院的浦东开发开放政策，从1991年开始，上海电台酝酿组建系列台，也进一步扩大与国外广播电台、广播公司的音乐节目交流。1996年10月，上海人民广播电台总部从北京东路迁至虹桥路1376号广播大厦。2001年上海文廣新聞傳媒集團（现上海广播电视台）成立时，原上海人民廣播電臺和上海東方廣播電台实行合併，各广播频率独立运作（2010年在原东方广播电台基础上成立东方广播中心，专门负责上海大多数的广播频率），现在的“上海人民廣播電臺”一般指原上海人民广播电台第一套节目，又称“上海新闻广播”。目前上海广播电视台所属的所有广播频率名义上都是“上海人民广播电台”旗下的频率；除上海新闻广播外，东广新闻台、经典947、东方都市广播也使用“上海人民广播电台”这一呼号。

### 关于上海东方广播电台
上海东方广播电台成立于1992年9月24日，同年10月28日正式开播，其中792千赫播出新闻、综合类节目（现东方都市广播），101.7兆赫播出音乐类节目（现动感101）。東方廣播電台的节目，突出信息性、服务性与参与性，以信息密集的特色而赢得听众的欢迎。除新闻节目外，東方廣播電台也开办了很多知名节目，如《上海潮》、《东方大哥大》、《夜鹰热线》、《相伴到黎明》、《限时专送》、《天天点播》、《东方大世界》、《健康乐园》、《你我同行》等，也开设了热线电话，方便听众参与节目。此外，东方广播电台也开办了流行歌曲排行榜——东方风云榜。1993年10月28日，东方电台增设101.7副信道，为少儿节目专用频率，为各种年龄层次小朋友服务。2001年上海文廣新聞傳媒集團（现上海广播电视台）成立时，原上海人民廣播電臺和上海東方廣播電台实行合併，各广播频率独立运作，至此，上海东方广播电台已“名存实亡”。2010年，SMG在广播大厦挂牌成立东方广播中心，由改制后的东方广播中心（上海东方广播有限公司）专门负责上海大多数的广播频率。

## 频道间输入输出
一般来说，上海广播电视台各频道（主要以电视频道为主）存在节目并机直播、互相重播、合办节目等关系。由于SMG各类别节目统一交由同一个部门制作（如新闻节目交由融媒体中心制作，综艺节目交由东方卫视中心制作，各部门负责指定频道节目的制作工作），因此SMG各类别节目大部分情况下仅在所在节目制作部门负责频道并机直播或互相重播（以周播新闻节目为例，东方卫视首播的周播新闻专题节目仅在新闻综合频道重播，不会在都市频道重播）。

### 电视频道间输入输出

#### 新闻节目
由于上海广播电视台的电视新聞節目均由SMG融媒体中心（原SMG电视新闻中心）製作，因此上海广播电视台制作、播出的电视新聞節目一直存在频道间互相播出（目前该中心负责东方卫视、新闻综合频道、外语频道、KNEWS24新闻节目的制播）等关系。在新闻片方面，所有由SMG融媒体中心记者拍摄，以汉语普通话播出的新闻片，皆为各频道通用版本，惟在各频道播出时所打出的记者姓名的字幕均不一样（其中新闻综合频道打出的字幕为“记者 XXX”，东方卫视打出的字幕为“东方卫视 XXX”，看看新闻网刊载的新闻所用文字为“看看新闻KNEWS记者 XXX”）。目前，东方卫视旗下新闻节目、新闻综合频道旗下新闻节目和看看新闻共用新闻资源，而外语频道则使用独立的新闻资源。
此前，如遇突发或重大事件，东方卫视曾有暂停原有节目，并进行直播的计划，实况转播新闻动态，如汶川地震、抗战胜利70周年大阅兵仪式特别报道等。在2014年前，部分特别直播还会与新闻综合频道并机直播。由于2016年开始新规政策制约，一些国际重大事件已不再安排东方卫视直播，改在KNEWS24频道播出。直到COVID-19疫情开始爆发至今，东方卫视开始恢复部分重大突发事件直播。
而东方卫视首播的周播新闻节目《双城记》、《防务新时空》（已停播）、《环球交叉点》会在新闻综合频道重播（惟以上安排已于2021年起取消），新闻综合频道首播的《1/7》也会在东方卫视重播，《防务新时空》此前还在纪实频道重播。
2016年5月28日起，随着互联网新闻频道KNEWS24的开播，东方卫视各节新闻节目（《直播上海》《防务新时空》《1/7》例外）、特别节目（例如政论特别节目《不忘新时代》）、特别直播（例如2017年10月1日直播的，由中国中央电视台、上海广播电视台联合制作的《还看今朝·上海篇》）、广电总局要求转播的全国性党政会议开幕式以及在新闻综合频道直播的上海市党政会议开幕式，皆与KNEWS24联播，各节新闻时段在镜面右下方，即资讯列上方右侧悬挂KNEWS24台标（实际上与互联网电视频道上的KNEWS24台标重叠，有时还未完全重叠十全十美）。同时KNEWS24亦会在同步直播东方卫视各节新闻节目、与东方卫视同步播出的特别节目、特别直播、全国性党政会议开幕式期间左上角悬挂东方卫视台标（而KNEWS24另行安排的重播时段则没有），与真正东方卫视电视版本对比质感明显差异（在同步播出周播新闻节目、特别节目、特别直播、全国性党政会议开幕式时所悬挂的东方卫视台标，则使用的是真正东方卫视电视版本），节目完结时（仅日播新闻节目和周播新闻节目，《1/7》例外）亦同时显示东方卫视与看看新闻标识。而KNEWS24在与新闻综合频道同步直播特别节目（如浦江生活节特别节目）时，则会悬挂新闻综合频道台标；在同步直播全国性党政会议或上海市党政会议开幕式时，则会去掉KNEWS24台标，直至开幕式结束恢复。
从2018年3月起，东方卫视《双城记》、《环球交叉点》节目在KNEWS24平台较东方卫视提前5分钟首播，且不再与东方卫视联播广告（包括节目开始前和中插广告）、东方卫视节目预告、公益广告、“中国梦”主题歌曲，即不再实施联播制。
另外，自2018年起，在KNEWS24首播的日播版《防务新时空》亦会在新闻综合频道重播。在《防务新时空》停播后，该播出安排也随之取消。
2018年8月15日，因KNEWS24频道改版，改为以全天轮播新闻为主和重大事件直播为辅的频道，同时取消所有固定节目，因此《双城记》、《环球交叉点》节目不再安排在KNEWS24频道播出，一直至2018年11月13日该频道正式停播。
2019年1月1日起，原新闻综合频道有着30多年历史的《午间新闻》停播，《午间新闻》原时段改与东方卫视并机直播《午间30分》，其节目镜面亦为两频道共用。这也是新闻综合频道时隔5年再次实施与东方卫视的并机直播机制。但在2021年新闻综合频道改版后，《媒体大搜索》扩版为一小时并提前至12:00播出，故新闻综合频道此时起不再并机播出《午间30分》。（但在大型会议或国内发生重大突发事件时，新闻综合频道仍然并机播出《午间30分》，此时《媒体大搜索》会缩短时长或取消。）自2024年起新闻综合频道有着近22年历史的《媒体大搜索》停播后，原时段也恢复了与东方卫视并机播出《午间30分》。

#### 综艺节目
由于上海广播电视台的综艺节目均由东方卫视中心製作，因此上海广播电视台制作、播出的综艺节目，一样存在频道间互相播出（目前该中心负责东方卫视、都市频道、艺术人文频道、七彩戏剧频道、生活时尚频道节目的制播）等关系。2014年3月15日起，原有东方卫视、娱乐频道、星尚频道、艺术人文频道、七彩戏剧频道、生活时尚频道合并组建成“东方卫视中心”，原有频道版面、节目带，正式转入东方卫视中心的运营系统。同时东方卫视的重要节目会在同中心旗下地面频道的电视荧屏右上角角标进行宣传，角标镜面与东方卫视的一致。而事实上，在东方卫视中心成立前，旗下地面频道早已通过滚动字幕、右上角角标宣传东方卫视的重要节目。
2006年2月12日首播的真人秀节目《舞林大会》在原娱乐频道（时称新闻娱乐频道）后，由于在上海地区取得收视佳绩，最高收视率达到15.9，故在2006年10月举办全国版《舞林大会》，并移至东方卫视播出。此后娱乐频道的部分节目会安排在东方卫视播出（如《家庭演播室》、《精彩老朋友》）；而原星尚频道的部分首播节目也曾安排在东方卫视播出，包括《X诊所》、《万万看不懂》。目前东方卫视已不再播出原娱乐频道、星尚频道节目。另外东方卫视也曾短暂重播过艺术人文频道的纪录片节目，还同步直播过新年音乐会。
而原娱乐频道会在部分时段重播东方卫视的节目，现时重播的节目有《天籁之战》。原星尚频道一样也会在部分时段重播东方卫视的节目，主要重播节目以季播节目、《东方大看点》为主。同时原星尚频道也会重播原娱乐频道的节目（如《淘最上海》）。
2019年1月1日起，原娱乐频道、星尚频道合并为都市频道，因此原娱乐频道和星尚频道之间的节目重播关系被取消。但都市频道仍在部分时间重播东方卫视节目。
另外，SMG下属的互联网节目中心制作的《国民美少女》节目（第一季），也曾安排在东方卫视、炫动卡通重播。

#### 大型活动及晚会
SMG旗下的《东方风云榜颁奖典礼》为动感101电台、东方卫视合办。另外每年的中国电影导演协会年度表彰评选颁奖典礼、上海电视节颁奖典礼、上海国际电影节颁奖典礼，亦存在东方卫视中心旗下频道间的重播或并机直播关系。

#### 第一财经节目
在2010年之前，第一财经的部分节目（如《头脑风暴》、《波士堂》等）会安排在东方卫视播出。但自2010年起，随着第一财经与宁夏卫视达成合作，东方卫视播出的第一财经制作节目全部停播，改在宁夏卫视播出（2014年终止合作后停播）。目前全国观众仍可通过东方财经数字电视频道收看第一财经制作的节目。

#### 体育节目
在体育节目方面，五星体育制作的常规体育节目也曾在东方卫视播出。目前东方卫视已无常规体育类节目，而在每年元旦，东方卫视会与五星体育频道同步直播东方明珠元旦迎新登高比赛。
另外，2005年3月起，因当时上海文广拥有中超联赛中国大陆独家版权，新闻综合频道、体育频道（现五星体育频道）和东方卫视曾并机直播中超联赛，惟该安排已经取消。

#### 法制节目
SMG旗下的数字电视付费频道法治天地频道在开播初期也曾播出过新闻综合频道首播的法制节目，目前法治天地频道已不再播出新闻综合频道首播的法制节目；另外《平安上海》节目开播初期曾同时在原星尚频道、法治天地频道播出，现时仅有法治天地频道播出该节目。
2021年1月起，新闻综合频道开始在每周日11:05播出法治天地频道《和大律师面对面》精编版及特别节目《律师界》，并于次日6:05重播。

#### 其他节目
- 外语频道首播的《环球新记录》《洋厨房》节目曾安排于新闻综合频道重播。
- 在SMG旗下电视频道抽奖活动，以及电视节目互动环节、旗下微博账号、微信公众号活动获得的奖品，均由东方购物提供包裹标签发出。

### 广播频率间输入输出
SMG旗下广播频率也存在并机直播关系。现时，上海故事广播会于周一至周五07:00-11:00、17:00-18:00与上海交通广播同步直播《欢乐早高峰》（07:00-09:00）、《车主大联盟》（09:00-11:00）、《阳阳主播台》（17:00-18:00）；长三角之声会于每天18:00-19:00与第一财经广播同步直播《中国财经60分》（东广新闻资讯广播（东广新闻台）2019年5月1日改版为“东广新闻台·长三角之声”初期曾在17:00-18:00与第一财经广播同步直播《股市大家谈》、《理财应健中》、《财智讲堂》节目，惟有关编排于2020年1月6日小改版后取消）；五星体育广播中午11:30的《空中体坛》节目曾与新闻广播周一至周五同步直播，2020年11月30日起，上海新闻广播开始与上视新闻综合频道、看看新闻客户端、阿基米德FM客户端、话匣子FM客户端同步直播《民生一网通》（周一至周五11:25-12:00），惟《空中体坛》同步播出安排也已取消；第一财经广播则会于每天（除周五例行检修外）0:00-6:00转播长三角之声的节目（之前在0:00-6:00转播经典音乐广播（经典947）的节目），11月13日起（第一财经广播改频为FM90.9起始日），每天6:00-9:00，长三角之声和第一财经广播也会同步直播《东广早新闻》（此节目名称近期已取消）的《早安长三角》、《中国长三角》、《财经早八点》（之前第一财经广播在《财经早七点》、《财经早八点》（财经早八点未正式成为长三角之声《东广早新闻》板块前）时段内周一至周五（逢交易日）同步播出第一财经电视的《财经早班车》，惟有关同播安排已取消）。

### 政策限制
- 自2017年起，上海广播电视台各电视频道在播放广告时，会在屏幕右上方标注全频道通用，且底色为白色的“广告”字样[註 23]，以符合《中华人民共和国广告法》的规定。
- 2017年10月1日，为贯彻落实《中华人民共和国国歌法》相关规定，上海广播电视台旗下的东方卫视、新闻综合频道、上海新闻广播和东广新闻台会在国庆节、国际劳动节等重要的国家法定节日、纪念日期间的上午10点整播放国歌，其中东方卫视、新闻综合频道所播放的国歌片带与央视播放版本一致[32]。从2019年5月1日起，东方卫视、新闻综合频道、上海新闻广播和东广新闻台改为每天上午7点整播放国歌。

## 争议事件
2021年4月18日，曾两度因经济犯罪入狱的富商周正毅在上海万达瑞华酒店举办六十大寿寿宴，上海广播电视台的程雷、陈蓉、朱桢、倪琳、房海燕、戴刘菲、高源等主持人赴宴，并且对“周公子”（周正毅喜欢他人对其如此称呼）不吝溢美之词。事件曝光后引发争议，上海广播电视台對上述主持人进行了停職处理。